# Thasus luteolus
Thasus luteolus är en insektsart som beskrevs av Harry Brailovsky, Barrera in Brailovsky, Schaefer, Barrera och Packauskas 1995. Thasus luteolus ingår i släktet Thasus och familjen bredkantskinnbaggar. Inga underarter finns listade i Catalogue of Life.